# Leptogorgia cabofalsoi
Leptogorgia cabofalsoi är en korallart som först beskrevs av Stiasny 1939.  Leptogorgia cabofalsoi ingår i släktet Leptogorgia och familjen Gorgoniidae. Inga underarter finns listade i Catalogue of Life.